# Spodnje Roje
Spodnje Roje (Duits: Nieder Roja) is een plaats in Slovenië en maakt deel uit van de gemeente Žalec in de NUTS-3-regio Savinjska. De plaats telde 36 inwoners op 1 januari 2020.

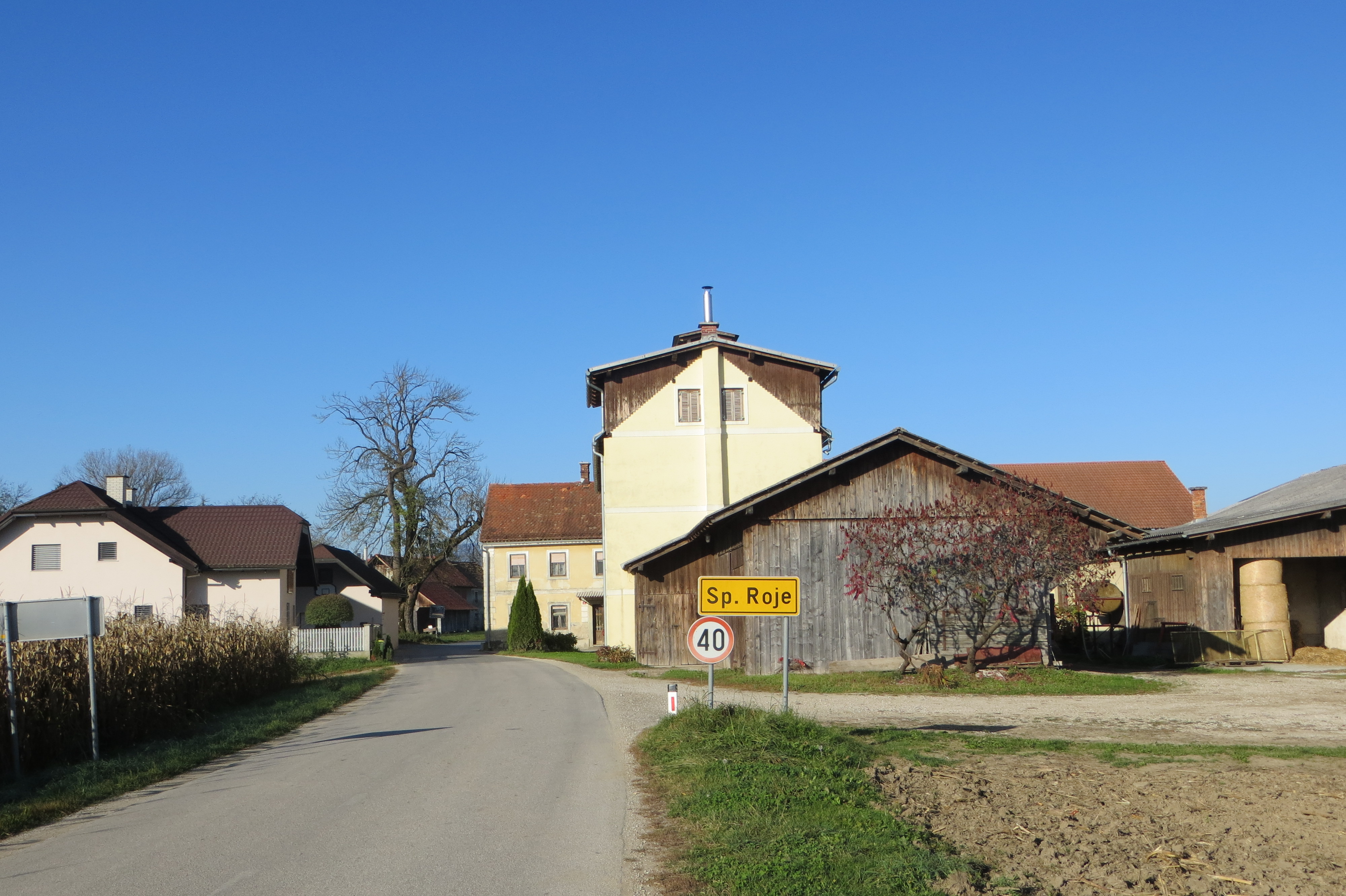
Dorpsaanzicht